# Carina Carlsson
Carina Carlsson, född 16 september 1967, är en svensk skådespelare och sångare.

## Biografi
Carlsson växte upp i en musikerfamilj och har frilansat som skådespelare och sångerska sedan 1985. Hon studerade på Södra Latins musiklinje och fortsatte därefter på Kungliga Musikhögskolans individuella studiegång för jazz, afro och rocksångare. År 1994 medverkade hon i Melodifestivalen tillsammans med gruppen Cayenne och framförde låten "Stanna hos mig" som slutade på en tredjeplats.

## Filmografi
- 1984 – Toffelhjältarna (TV-serie som Linda)
- 1985 – Solstollarna (TV-serie som Carina)
- 1986 – Toffelhjältarna går igen (TV-serie som Linda)
- 1990 – Yezzp (TV-serie som sig själv)
- 1990 – Yezzp-bitar (TV-serie som sig själv)

## Teater
| År   | Roll  | Produktion                                                 | Regi              | Teater      |
| ---- | ----- | ---------------------------------------------------------- | ----------------- | ----------- |
| 1985 | Luisa | Fantasticks (The Fantasticks) Harvey Schmidt och Tom Jones | Birgitta Götestam | Riksteatern |